# Sundance Institute
Le Sundance Institute est une organisation à but non lucratif américaine fondée par Robert Redford en 1981 qui participe à la promotion et la production du cinéma indépendant au niveau mondial. Basée à Park City (Utah), Los Angeles (Californie) et New York, elle propose un soutien financier et créatif aux cinéastes émergents ou aux futurs réalisateurs, scénaristes, producteurs, compositeurs, etc.
Le Sundance Institute organise chaque année depuis 1985 le festival du film de Sundance, devenu le principal festival du cinéma indépendant.

## Programmes
- Sundance Feature Film Program
- Sundance Institute Documentary Film Program
- Sundance Film Music Program
- Sundance Theatre Program